# Geico (S.p.A.)
 (juin 2018).
Si vous disposez d'ouvrages ou d'articles de référence ou si vous connaissez des sites web de qualité traitant du thème abordé ici, merci de compléter l'article en donnant les références utiles à sa vérifiabilité et en les liant à la section « Notes et références ».
Pour les articles homonymes, voir Geico.
Geico S.p.A. est une société industrielle italienne dont le siège social est implanté à Cinisello Balsamo, près de Milan. Elle est spécialisée dans la production d'unités automatiques de peinture pour les industriels du secteur automobile notamment. C'est un des leaders mondiaux en la matière et réalise son chiffre d'affaires essentiellement à l'exportation,.
Ses clients sont les constructeurs automobiles et les industriels qui commercialisent des équipements peints comme les machines agricoles, engins de travaux publics, etc. Elle a conçu et mis en service les plus importants systèmes actuellement en service dans le monde.
Ses principaux clients sont le groupe Fiat avec ses divisions automobiles  Fiat toutes usines dans le monde, Alfa Romeo et Lancia en Italie, Iveco dans le monde, Renault, Avtovaz, Audi, Mercedes, Sevel, Tata, Porsche, Nissan, Volkswagen, Jaguar, Honda, Volvo, General Motors etc.

## Histoire
Pour comprendre l'histoire de la société Geico SpA, il faut remonter le temps jusqu'en 1905, date de création de la société américaine "Carrier-Drysys". Cette société était spécialisée dans les cabines de peinture automobile à la main. Elle deviendra une multinationale au lendemain de la Seconde Guerre mondiale avec le développement de la production automobile.
En 1963, la société Neri e Mandelli SpA est créée. Deux ans plus tard, 70 % de son capital est acheté par le groupe « Drysys Carrier » qui la rebaptise « Drysys Equipment Italiana Spa ». L'ingénieur "Pippo" Neri, un des plus grands experts mondiaux dans le domaine des process de peinture automatique pour automobiles, est nommé directeur général de la société.
En 1976, l'ingénieur "Pippo" Neri, rachète la majorité de la société et la rebaptise Geico S.p.A..
Elle devient très vite le leader incontesté de sa spécialité en Italie et un acteur majeur européen. Son développement est fulgurant. Elle devient la référence en matière de robotisation dans l'application des peintures dans le secteur industriel. 
En 1996, après de nombreux contacts avec le groupe Fiat, elle devient un partenaire avant d'être intégrée comme une composante de la filiale robotique de Fiat, le groupe Comau, le leader mondial de l'automatisation industrielle.
En juillet 2005, Comau considère que sa division systèmes de peinture n'est plus stratégique, il s'oriente vers les activités spatiales. Ceci  permet à Geico de reprendre son indépendance complète du point de vue financier mais maintient toutefois d'étroits liens commerciaux avec Comau et le groupe Fiat.
En juillet 2006, la société reprend tous les actifs (marque, licences, brevets et références) de la société Haden Drysys, ancien leader mondial dans le domaine de la peinture industrielle pendant presque un siècle. Certaines filiales étrangères portent le nom de Geico-Haden.
Dans les années 2000, le marché automobile change radicalement d'orientation  et Geico décide de se transformer en "global supplier" spécialisé dans les systèmes à cycle complet de peinture.
En 2006, Geico lance "GeicoProject", un regroupement international de sociétés affiliées qui offrent localement la technologie, l'assistance et les services Geico-Haden aux clients du monde entier.
L'évolution naturelle de GeicoProject en mai 2011 a conduit la société Geico à signer un partenariat avec le groupe japonais Taikisha, un acteur majeur de la robotique et la peinture industrielle en Asie.